# Ski kommun
Ski kommun (norska: Ski kommune) var en kommun i Akershus fylke i sydöstra Norge. Centralorten Ski har sedan 2004 status som by (stad), något som avgörs av kommunerna själva. I Ski kommun fanns bland annat Ski Storsenter. En del av kommunens tätortsbebyggelse (Langhus) ingick i tätorten Oslo.

## Administrativ historik
Ski kommun upprättades 1931 genom utbrytning ur Kråkstads kommun. Kommunen hade 4 375 invånare vid upprättandet.
Den 1 januari 1964 gick Kråkstads kommun upp i Ski kommun. Kommunen ökade då från 9 362 invånare före sammanslagningen till 11 032 invånare efter.
Den 1 januari 2020 slogs Ski och Oppegårds kommuner samman till den då nybildade Nordre Follo kommun.